# Micrablepharus maximiliani
Espèce
Synonymes
- Gymnophthalmus maximiliani Reinhardt & Lütken, 1862
- Micrablepharus glaucurus Boettger, 1885
- Micrablepharus dunni Laurent, 1949

Micrablepharus maximiliani est une espèce de sauriens de la famille des Gymnophthalmidae.

## Répartition
Cette se rencontre au Brésil, au Paraguay et en Bolivie

## Étymologie
Cette espèce est nommée en l'honneur de Maximilian zu Wied-Neuwied.

## Publication originale
- Reinhardt & Lütken, 1862 "1861" : Bidrag til Kundskab om Brasiliens Padder og Krybdyr. Förste Afdeling Paddern og Öglerne. Videnskabelige Meddelelser fra den naturhistoriske Forening i Kjöbenhavn, vol. 1861, no 10/15, p. 143-242 (texte intégral).